# Eric Bress
Eric Bress nació en Nueva York es un guionista y director más conocido por su trabajo en El efecto mariposa como director y guionista y, también, como guionista en la segunda y cuarta parte de Destino final ya que su creador James Wong que escribió y dirigió la primera y la tercera estaba trabajando en otro proyecto.
En 1994 se reunió con J. Mackye Gruber cuando este se graduó en la USC Film School. Luego de graduarse en la universidad colaboró con Gruber en su tesis de la USC, Bress solo había trabajado como ingeniero de sonido y Gruber ya tenía una trayectoria profesional en el cine. Bress y Gruber han ganado varios premios en sus respectivas escuelas de cine y los dos formaron una asociación.
Blunt fue el primer largometraje que fue escrito por él y dirigida por Gruber. La película se rodó con un bajo presupuesto y paso por diversos festivales de cine y ganó el premio a la "Mejor Comedia Reportaje" en el New York International Independent Film Festival de 1998, así como el prestigioso Lumieres en el New Orleans Film Festival del mismo año.
En busca de un mejor trabajo fueron contratados en 2003 para escribir el guion de Destino final 2 para New Line Cinema. Bress y Gruber decidieron dirigir su siguiente guion, El efecto mariposa (2004), protagonizada por Ashton Kutcher, y más tarde Destino final 4 (2009). Todos estos trabajos son los que le han dado mayor impulso en su trayectoria en el cine.
Crearon la exitosa serie Kyle XY en 2006 con J. Mackye Gruber, que ha sido muy bien criticada.

## Filmografía
- Blunt: Director y guionista
- Destino final 2: Guionista
- El efecto mariposa: Director y guionista
- Destino final 4: Guionista